# Coupe du monde de ski de fond 2021-2022
Navigation
Édition précédente Édition suivante
La 41e édition de la Coupe du monde de ski de fond se déroule du 26 novembre 2021 au 20 mars 2022. 

## Programme de la saison
La saison comporte 32 épreuves (dont 4 par équipes) réparties à travers 14 sites en Europe.